# Ротонда (геометрия)
| Множество ротонд              | Множество ротонд                                             |
| ----------------------------- | ------------------------------------------------------------ |
| (Пример: пятискатная ротонда) |                                                              |
| Грани                         | 1 n-угольник 1 2n-угольник n пятиугольников 2n треугольников |
| Рёбра                         | 7n                                                           |
| Вершины                       | 4n                                                           |
| Группы симметрии              | Cnv, [n], (*nn), порядок 2n                                  |
| Группы вращений               | Cn, [n]+, (nn), порядок n                                    |
| Свойства                      | выпуклая                                                     |

Ротонда — диэдрально-симметричный многогранник.
Они похожи на куполы, но вместо перемежающихся квадратов и треугольников перемежаются пятиугольники и треугольники (по отношению к оси). Пятискатная ротонда является телом Джонсона (J6).
Другие виды ротонд можно получить с помощью диэдральной симметрии и деформированных равносторонних пятиугольников.

## Биротонда
| Множество биротонд                         | Множество биротонд                                                                 |
| ------------------------------------------ | ---------------------------------------------------------------------------------- |
| (Пример прямой и повёрнутой форм биротонд) |                                                                                    |
| Грани                                      | 2 n-угольника 2n пятиугольников 4n треугольников                                   |
| Рёбер                                      | 12n                                                                                |
| Вершин                                     | 6n                                                                                 |
| Группы симметрии                           | Прямые: Dnh, [n,2], (*n22), порядок 4n Повёрнутые: Dnd, [2n,2+], (2*n), порядок 4n |
| Группы вращений                            | Dn, [n,2]+, (n22), порядок 2n                                                      |
| Свойства                                   | выпуклая                                                                           |

Биротонда — любой член семейства диэдрально-симметричных многогранников, образованный из двух ротонд, соединённых по наибольшей грани. Эти многогранники подобны бикуполам, но вместо перемежающихся квадратов и треугольников в них перемежаются пятиугольники и треугольники (по отношению к оси). Имеется два вида биротонд — прямые и повёрнутые. Прямая биротонда состоит из ротонд, расположенных зеркально относительно друг друга, в то время как в повёрнутой биротонде одна из ротонд повёрнута относительно другой (так что пятиугольники соседствуют не с пятиугольниками, а с треугольниками).
Пятискатные биротонды можно образовать с помощью правильных граней, получая в одном случае тело Джонсона (J34), а в другом — полуправильный многогранник:
- пятискатная прямая биротонда,
- пятискатная повёрнутая биротонда, которая также называется икосододекаэдром.

Другие виды биротонд можно получить с помощью диэдральной симметрии и деформированных равносторонних пятиугольников.